# Chuma
Chuma es un municipio y ciudad boliviana capital de la provincia de Muñecas, en el departamento de La Paz. La provincia de Muñecas fue creada el 18 de octubre de 1826 durante el gobierno del Mariscal Antonio José de Sucre y la ciudad de Chuma fue designada capital de la provincia el 24 de noviembre de 1900 durante la presidencia de José Manuel Pando.

## Geografía
El municipio de Chuma se ubica en la parte central del departamento de la Paz, a 148 km al noroeste de la ciudad de La Paz en Bolivia. Es una provincia de Muñecas y abarca una superficie aproximada de 589 km².

### Límites
- Al norte con la provincia de Saavedra
- al este con el municipio de Ayata y la provincia de Camacho
- al sureste con la provincia de Larecaja
- al sur con la provincia de Omasuyos

## Historia
Posiblemente Chuma fue el centro de un enclave aimara y lo que sugiere el origen de su nombre a partir de la palabra aimara chuyma que significa Corazón. Durante el periodo preincaico la cultura mollo dominó lo que actualmente corresponde a la provincia de Muñecas además de parte de la provincia de Larecaja, prueba de ello son los vestigios arqueológicos de Iskanwaya que sería el principal asentamiento de la cultura mollo antes del dominio incaico de la región.
El pueblo de Chuma se encuentra en medio de cuatro regiones denominadas:
- Kala puncu (puerta de piedra)
- Karka puncu
- Taya puncu
- Kara ojumpi puncu

Durante la lucha independentista del Alto Perú (actual Bolivia), fue testigo de los levantamientos indígenas y el enfrentamiento de guerrillas, refugiando a españoles y criollos. Cabe destacar que el poblado de Chuma fue bastión del sacerdote guerrillero Ildefonso Escolástico de las Muñecas, razón por la cual la provincia lleva su nombre.

## Demografía
De acuerdo con el censo boliviano de 2024, la población del municipio de Chuma es de 17 671 habitantes.
La población del municipio aumentó más del doble entre 1992 y 2024:
| Año  | Habitantes (municipio) | Fuente |
| ---- | ---------------------- | ------ |
| 1992 | 8.605                  | Censo  |
| 2001 | 12.874                 | Censo  |
| 2012 | 11.461                 | Censo  |
| 2024 | 17.671                 | Censo  |

## Aspectos socioeconómicos

### Características socioculturales

#### Procedencia
La región donde se estableció la población de Chuma, fue poblado por habitantes provenientes de la región Andina de origen aimara, (80% de la población) sin embargo por la pluriculturalidad reinante en Bolivia, las poblaciones quechuas también fueron asentándose en la región (20 % de la población, de origen Mollo y Luquisani).

#### Idioma
La población de Chuma se caracteriza por ser parlantes de tres idiomas (trilingües). El idioma aimara es hablado en el 100% de la población, el castellano,  como la segunda lengua, es hablada por el 90%; y, el quechua como tercera lengua es hablada por el 85% por la población.

#### Religiones y creencias
La localidad de Chuma existe presencia de grupos con diversas religiones:  católica 40%, evangelistas 55%. También existen otros grupos religiosas como: Testigos de Jehová, Congregación Cristo Viene, Asamblea de Dios,  en un 5%.
Los pobladores mantienen las creencias y ritos, aimaras y quechuas como ser el de la pachamama o la madre tierra, venerada por medio de ritos con el objeto de proteger a la naturaleza y los productos que ésta brinda, ya que es considerado el símbolo de la fertilidad, de la abundancia y del bienestar social.

#### Calendario festivo y ritual
La fiesta más importante de esta población es el 15 de agosto cuando se recuerda la Virgen de Asunción celebrando una misa y se cuenta con la participación de comunidades aledañas con danzas típicas del lugar, morenadas, caporales y otros. 

#### Costumbres
Según sus usos y costumbre la medicina tradicional es practicada por una parte importante de la comunidad, porque así lo adquirieron de sus antepasados. La mayoría de los pobladores tiene conocimientos de remedios caseros, elaborados sobre la base de insumos naturales (hierbas), además que constituye un medio de relacionamiento con la naturaleza y sus tradiciones culturales. Las enfermedades comunes son tratadas en sus mismas familias, solo en casos de extrema emergencia acuden a los centros o puestos de salud del municipio.

#### Participación en la comunidad
Dentro la familia las decisiones se toma en forma conjunta entre el hombre y la mujer como jefes de familia. Los derechos de la mujer son adquiridos por la participación en forma directa en actividades que corresponden según el rol doméstico: cocinar, educación de los hijos y apoyo de mano de obra en la agricultura. Los hombres jóvenes y adultos salen a La Paz, en busca de otros ingresos.
La participación del esposo es notoria en actividades de la localidad, como servicio comunal, con el asumir cargos en su comunidad, con apoyo y acompañamiento de la esposa, además ambos asisten a todas las actividades socioculturales y religiosas, sin embargo predomina la decisión de los hombres sobre las mujeres.

### Actividades productivas
La principal actividad económica desarrollada en la localidad de Chuma, es la agricultura con productos como el maíz, papa y otros; le sigue la actividad ganadera con la crianza de ganado vacuno, ovino y porcino en menor escala para cubrir las necesidades de autoconsumo.

#### Rotación de cultivos y manejo de suelos
La rotación de cultivos y el manejo de suelos desde el punto de vista técnico no son aplicados debido a la falta de información de los pobladores. Los terrenos son montañosos con pendientes accidentadas y pedregosos. Por estas razones el 68 % de los terrenos no son cultivables, solo el 32 % son cultivables, para la siembra de maíz y papa. 
Agricultura.  Los hombres, en su mayoría, participan en las etapas de preparación del suelo para el cultivo, de  maíz, papa, haba y del durazno con árboles frutícolas, siendo las mujeres y los hijos, quienes apoyan en el cuidado y la cosecha.
Actividad pecuaria.  Los hombres son quienes tienen mayor participación en esta actividad, lo comercialización en las ferias. Sin embargo en la zona hay carencia de terrenos para producir pastos y forrajes, falta de asistencia técnica para el riego, existe una incidencia negativa de factores climáticos adversos (sequías) y de enfermedades parasitarias. El pastoreo se lleva a cabo durante todo el año, priorizando al ganado vacuno y ovino, la presencia de ganado porcino es reducida.

### Educación
El sistema educativo de la localidad de Chuma, está conformado por la Unidad Educativa General Maximiliano Ortiz, que cuenta con el Nivel Primario y Secundario.
El acceso a la educación tiene los siguientes valores: el sexo masculino alcanza un porcentaje del 53 % y el sexo femenino 47 % (2012).
El promedio de años de estudio es de 6 a 9 años. La tasa de nivel de instrucción de la población es el 34 % son del nivel de secundaria, el 31 % es de primaria y el 24 % tienen formación superior. El 11 %  es analfabeto.

### Salud
La población de Chuma cuenta con un Centro de Salud, que atiende a toda la Población y comunidades de la región. Este Centro Médico pertenece a la Red de Salud Muñecas, dependiente del SEDES La Paz. Brinda atención de salud,  para casos básicamente de medicina general, este centro constituye el nexo entre los puestos de salud y los hospitales de primer nivel.
Las enfermedades más comunes provienen de origen hídrico, por infecciones intestinales y respiratorias. El 80% de las personas acude al centro de salud y el 20% utilizan plantas medicinales.

### Vivienda
La construcción de las viviendas es de adobe (35%), de ladrillo (55%) y tapial (10%); con techo de calamina (70%), techo de teja (28%), techo de paja (2%); con piso de cemento (75%), de tierra (10%), de machihembre (8%) y de ladrillo gambote (2%). 
En la localidad, el 95% de las personas tienen vivienda propia, solo el 5% alquila una vivienda. El 70% de las casas tiene una planta y el 30% restante tiene dos pisos.
La localidad de Chuma cuenta con un total de 249 viviendas habitadas.

### Servicios

#### Agua potable
El Comité de Agua Potable de la localidad de Chuma administra el servicio de abastecimiento de agua a 262 usuarios. El tipo de sistema es por gravedad con una antigüedad de 15 años (2012). El actual sistema se abastece de un arroyo que se encuentra norte de la población.  
La cobertura de agua alcanza el 80%. El suministro de agua no es continuo, es 6 a 12 horas por día. Otro problema del sistema es la obstrucción de la obra de toma; tanto natural (lluvia), como por el desvío por parte de algunos comunitarios de una comunidad vecina, que tiene disputas con los pobladores de Chuma por la obra de toma que comparten, así como por problemas limítrofes.

#### Saneamiento
Actualmente, 2012, la localidad de Chuma no cuenta con un sistema colectivo de recolección, transporte, tratamiento y disposición de aguas residuales. Solo aproximadamente el 56.4% de las viviendas con cobertura de baños y/o letrinas; cuentan con sistemas individuales - familiares para la disposición de excretas “in situ”, que consiste de pozos absorbentes.

#### Energía eléctrica
El servicio de energía eléctrica es suministrado por la empresa EDEL S.A.M. - Empresa Distribuidora Eléctrica Muñecas, con un voltaje de 220 V. El 93% de la comunidad dispone del servicio de energía eléctrica. 

#### Residuos sólidos
Las Población no cuenta con sistema de recojo de la basura, mucho menos con un relleno sanitario, cada familia realiza independientemente el manejo; por ello los habitantes contaminan el medio ambiente porque el 43.6 % botan a campo abierto y 43.6 % queman, ambas practican hacen que el suelo y aire este contaminados. 
En la población (plaza y algunas calles es responsable la alcaldía para el recojo de las basura y en las zonas ubicadas al entorno del centro las familias echan sus residuos sólidos a campo abierto, quebradas y terrenos baldíos algunos realizan las quemas. Esta práctica es un problema que va creciendo a medida que la población aumenta provocando la contaminación del medio ambiente.

#### Medios de comunicación
En la localidad de Chuma, existe el servicio de telefonía celular de las empresas ENTEL y TIGO. La empresa COTEL también brinda el servicio con líneas telefónicas en el gobierno municipal y dos viviendas.  
El municipio cuenta con una repetidora que por lo general transmite tres canales de televisión como: Bolivisión y Televisión Boliviana. Las radioemisoras con mayor sintonía son: El pescador de los cristianos y 	ERBOL. 

#### Transporte
El acceso a la de Chuma se realiza por dos caminos principales que son uno directo a la de Chuma y otro por la de Ayata, en caso de que el camino tenga problemas, esta se encuentra enlazada por la red troncal que son las rutas principales: 
- Primera ruta; La Paz - Achacachi - Humacha este primer tramo es asfaltado Cruce Humacha, Chojñapata - Chuma, este segundo tramo el camino es ripiado en estado regular. La duración del viaje en flota es de 6 a 7 horas hasta la de Chuma. Desde la ciudad de La Paz se tiene una distancia de 220 km.
- Segunda ruta; La Paz - Achacachi - Escoma, este primer tramo es asfaltado y el segundo tramo es de la de Escoma - Huallpa kayu hasta el cruce de la de Wilacala, camino a Charazani, se caracteriza por un camino ripiado en estado regular hasta la comunidad de Ayata pasando por varios Población,  el tiempo de viaje es de 8 a 10 horas hasta la de Chuma.

## Fuente
Programa de Agua Potable y Saneamiento de Pequeñas Localidades y Comunidades Rurales de Bolivia. Desarrollado por el Gobierno Nacional en 2011-2012.